# Nederlandse Postduivenhouders Organisatie
De Nederlandse Postduivenhouders Organisatie (NPO) in Papendal is de Nederlandse landelijke organisatie voor hobbymatige postduivenhouders. Ze biedt informatie over het houden van postduiven, registreert verloren en gevonden duiven en organiseert wedstrijdvluchten, kampioenschappen en manifestatiedagen. De organisatie heeft een koepelfunctie voor lokale verenigingen, en heeft verschillende regionale afdelingen.

## Ontstaan
De N.P.O. werd kort na de Tweede Wereldoorlog opgericht. In de Tweede Wereldoorlog werd de ringadministratie (de registratie van duiven en hun bezitters) uitgevoerd door het Nationaal Verbond van Nederlandse Postduivenhouders. Bij deze gelijkgeschakelde organisatie waren zowel alle Nederlandse bonden voor postduivenhouders als alle individuele postduivenbezitters verplicht aangesloten. Vanaf 1945 werd de registratie uitgevoerd door de Nederlandse Postduivenhouders Organisatie. De functie van ringadministrateur lag in handen van Maarten de Roode, die deze functie in opdracht van de Federatie van de Nederlandse Postduiven Bond ook al bekleed had bij het Nationaal Verbond.

## Wapenfeiten
De N.P.O. organiseert sinds haar oprichting nationale en internationale wedstrijdvluchten, kampioenschappen en manifestatiedagen. Prins Bernhard stuurde in 1953 zes van zijn beste duiven naar Haarlem, die op de kampioenendag van de N.P.O. hun kunsten zouden vertonen. In 1957 was Nederland het gastland voor de internationale Olympiade voor postduivenhouders. De organisatie lag in handen van de N.P.O., onder toeziend oog van de Fédération Colombophile Internationale, de internationale federatie van postduivenhouders. Achttien landen deden dat jaar aan het evenement mee. Nederland werd dat jaar tweede. De N.P.O. telde in die periode zo'n 45.000 leden.. In 1995 organiseerde de NPO opnieuw de Olympiade in Utrecht en in 2024 in Maastricht.
Andere wapenfeiten:
- In 1951 ontstond er opschudding in de postduivenwereld. De N.P.O. waarschuwde haar achterban dat postduivenvluchten, waar deelnemers geld op konden inzetten, mogelijk door Justitie in strijd met de loterijwet zouden worden gaan aangemerkt.[7]
- In 1960 zocht de N.P.O. de publiciteit met betrekking tot de vergiftiging van 4.000 duiven. De duiven zouden opzettelijk vergiftigd zijn door landbouwers, die daarmee hun oogsten wilden beschermen.[8]
- In 1986 werd een deel van de administratie van de N.P.O. gestolen door leden van het dierenbevrijdingsfront. De diefstal werd uitgevoerd als protest tegen het hoge sterftecijfer van postduiven tijdens een vlucht eerder dat jaar.[9]
- In 2012 ontving de N.P.O. een bedrag van 100.000 euro van de Nederlandse Publieke Omroep in ruil voor de domeinnaam npo.nl.[10]